# NGC 7040
NGC 7040 este o galaxie spirală situată în constelația Calul Mic. A fost descoperită în 18 august 1882 de către Mark Walrod Harrington⁠(d). Se află la o distanță de 40,8 de megaparseci de Pământ.